# جعفری کوهی (سرده)

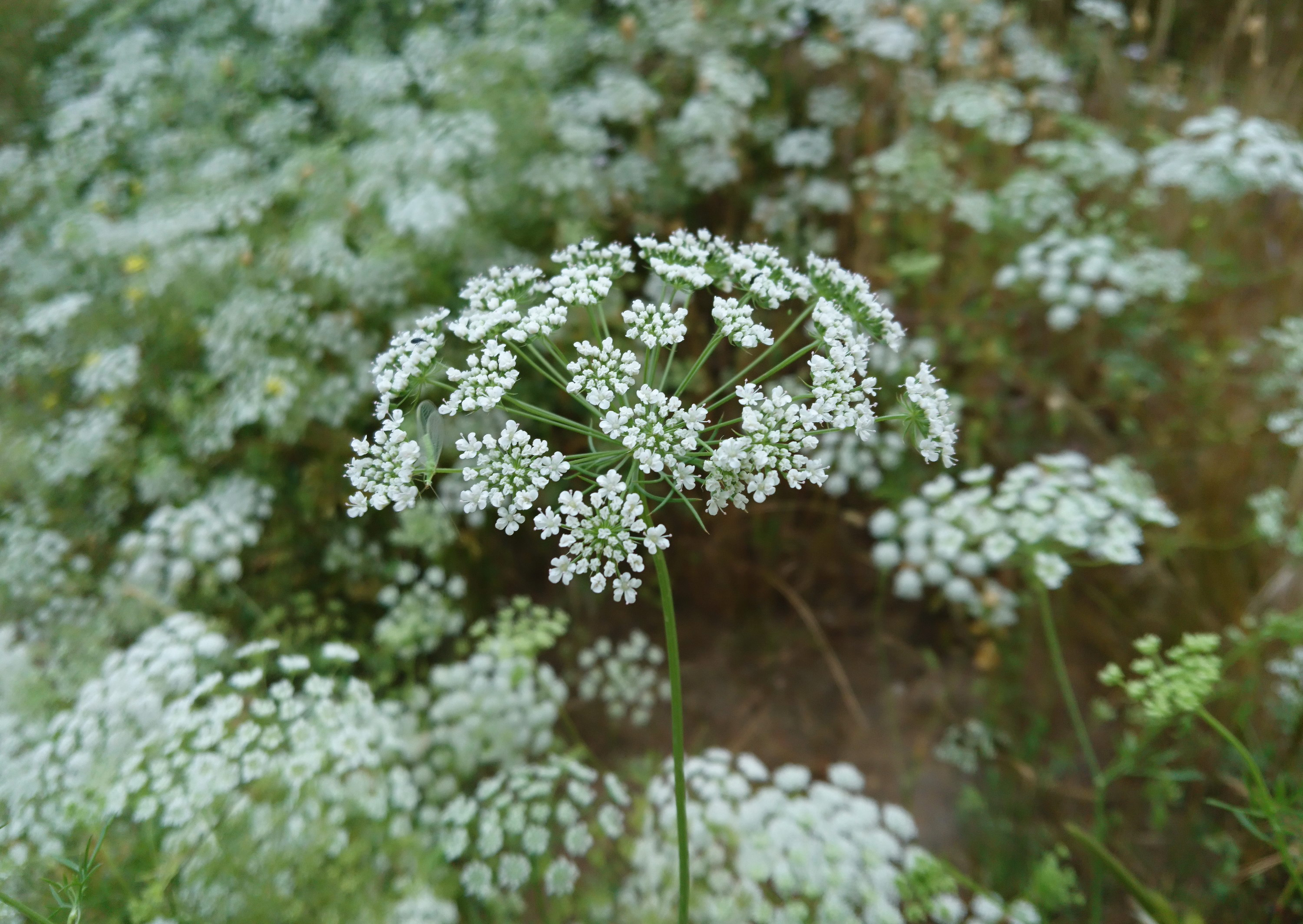
جعفری کوهی خودرو، بهبهان

جعفری کوهی (نام علمی: Pimpinella) نام یک سرده از تیره چتریان است.